# 刘懋功 (1916年)
刘懋功（1916年—2009年），甘肃华池人，中国人民解放军将领、中国人民解放军少将。

## 生平
早年参加工农红军，后历任至第二兵团第四军第10师师长。1955年，授中国人民解放军少将军衔。毕业于军事学院空军系。1968年，接替聂凤智，担任南京军区空军司令员。1975年，由杨焕民接任。曾获二级八一勋章、二级独立自由勋章、一级解放勋章和一级红星功勋荣誉章。